# Romboëder
Een romboëder is een veelvlak waarvan alle vlakken congruente ruiten zijn.
Er zijn drie soorten romboëders met zijvlakken, die wel een ruit maar geen vierkant zijn:
- Een ruitenzesvlak, of trigonale trapezoëder. Deze wordt soms ook gewoon romboëder genoemd.
- Een rombische dodecaëder, deze bestaat uit 12 ruiten.
- Een rombische triacontaëder, deze bestaat uit 30 ruiten.

De vorm van de ruiten in een ruitenzesvlak is vrij. De laatste twee zijn catalanlichamen, de vorm van de ruiten daarin ligt dus vast. De kubus, toch een ruitenzesvlak, is ook een romboëder.
Er zijn desondanks veelvlakken, waarvan de zijvlakken allemaal een regelmatige veelhoek zijn, dus waarin geen echte ruiten voorkomen, waarbij in hun naam wel rombisch of romboëdrisch staat.